# Martin Disler
Martin Disler (Seewen, 1º marzo 1949 – Ginevra, 27 agosto 1996) è stato un pittore, scultore e poeta svizzero.

## Biografia
Martin Disler è stato un pittore, un disegnatore, uno scultore e un poeta svizzero di lingua tedesca. 
Nato da una famiglia di agricoltori e giardinieri, viene espulso dalla scuola nel 1968 per motivi disciplinari. Con alcuni compagni aveva occupato l'istituto d'arte in cui studiava. Emigra in Germania Ovest dove si unisce al Gruppo "Neue Wilde" (che pratica un nuovo stile Espressionista che sempre più prenderà piede nel nord Europa. Negli anni tra il 1970 e il 1980 opera come artista in numerose città europee e negli Stati Uniti. Espone con artisti come Sandro Chia, Francesco Clemente, Mimmo Paladino, A. R. Penck, Markus Lüpertz, Gian Ruggero Manzoni, Georg Baselitz.
La sua arte è caratterizzata da una pennellata frenetica, primitiva, istintiva, alle volte simile agli scarabocchi infantili. I suoi lavori, infatti, esprimono movimento e la volontaria messa in crisi dello spazio e del tempo. Nel 1982 espone un ciclo di opere a Documenta VII di Kassel. In Italia inaugura una mostra durante i lavori della Biennale di Venezia del 1984. Un paio di anni dopo si tiene una sua importante personale al Kunstmuseum di Basilea. Vince i premi "Bremer Kunstpreis" (1985), Preis für junge Schweizer Kunst der Zürcher Kunstgesellschaft (1987) e il "Kunstpreis des Kantons Solothurn" (1988). È stato sposato con due artiste di fama Agnes Barmettler e Irene Grundel. A causa d'un infarto muore prematuramente a Ginevra nel 1996.